# Мхер Аванесян
Мхер Аванесян (Mher Avanesyan) е арменски алпийски скиор и ветроходец, представител на Армения на летни и зимни параолимпийски игри.

## Биография
Роден е в Нагорни Карабах – тогава автономна област в Азербайджанска ССР, обявила по-късно независимост от Азербайджан, считана неофициално днес за част от Република Армения. На 6-годишна възраст Аванесян докосва високоволтажен електрически кабел и се налага да се ампутират и двете му ръце. Започва да се занимава със ски на 12-годишна възраст.
На Летните параолимпийски игри през 2000 година в Сидни се състезава в дисциплината ветроходство, а на Зимните параолимпийски игри през 1998 година в Нагано, през 2002 година в Солт Лейк Сити и през 2006 година в Торино – в дисциплината ски. С това Аванесян се нарежда сред малкото атлети, които са се състезавали както на летни, така и на зимни олимпиади. Отново се състезава през 2010 година на Зимните параолимпийски игри във Ванкувър и на Параолимпиадата в Сочи през 2014 година, където е единствен представител на страната си и влиза с уайт кард.
Най-доброто постижение на Аванесян на параолимпиада е от игрите в Нагано през 1998 година, когато се класира на 7-ото място в гигантския слалом за мъже.